# Groupe de NGC 3795
Le groupe de NGC 3795 comprend au moins huit galaxies situées dans la constellation de la Grande Ourse. La distance moyenne entre ce groupe et la Voie lactée est d'environ 19,9 Mpc (∼64,9 millions d'al). 

## Membres
Le tableau ci-dessous liste les huit galaxies du groupe indiquées dans l'article de A.M. Garcia paru en 1993.   
| Nom                | Class.  | Type                 | α (J2000.0)   | δ (J2000.0) | Vitesse radiale (km/s) | m          | Distance (Mpc) | Diamètre (kal) |
| ------------------ | ------- | -------------------- | ------------- | ----------- | ---------------------- | ---------- | -------------- | -------------- |
| NGC 3757           | S0?     | Lenticulaire         | 11h 37m 02.8s | 58° 24′ 56″ | 1245 ± 5               | 12,6       | 20,6 ± 1,5     | 29             |
| NGC 3795           | Sc      | Spirale              | 11h 40m 06.7s | 58° 36′ 47″ | 1213 ± 4               | 13,2       | 20,1 ± 1,4     | 61             |
| NGC 3838           | SA0/a?  | Lenticulaire         | 11h 44m 13.7s | 57° 56′ 54″ | 1308 ± 5               | 12,3       | 21,6 ± 1,5     | 43             |
| UGC 6575           | Scd?    | Spirale              | 11h 36m 26.5s | 58° 11′ 29″ | 1211 ± 4               | 13,6       | 20,1 ± 1,4     | 73             |
| UGC 6604 NGC 3795B | E?      | Elliptique           | 11h 38m 08.5s | 58° 45′ 30″ | 1251 ± 1               | 13,2       | 20,7 ± 1,5     | 26             |
| UGC 6566           | SBm     | Spirale magellanique | 11h 35m 43.6s | 58° 11′ 33″ | 1217 ± 5               | 14,8       | 20,2 ± 1,4     | 31             |
| UGC 6616 NGC 3795A | SA(s)d? | Spirale              | 11h 39m 21.3s | 58° 16′ 07″ | 1147 ± 1               | 13,5       | 19,2 ± 1,4     | 66             |
| MK 1450            | C       | Compacte             | 11h 38m 35.7s | 57° 52′ 27″ | 951 ± 2                | 14,2 ± 0,3 | 16,3 ± 1,2     | 8,4            |

Le site DeepskyLog permet de trouver aisément les constellations des galaxies mentionnées dans ce tableau ou si elles ne s'y trouvent pas, l'outil du site constellation permet de le faire à l'aide des coordonnées de la galaxie. Sauf indication contraire, les données proviennent du site NASA/IPAC.